# Груич, Владан
Владан Груич (серб. Владан Грујић / Vladan Grujić; 17 мая 1981, Баня Лука, СР Босния и Герцеговина, СФРЮ) — боснийский футболист, выступавший на позиции защитника и опорного полузащитника. В 2002—2006 годах игрок сборной Боснии и Герцеговины.

## Карьера

### Клубная
Карьеру начинал в клубе «Борац» (Баня-Лука), выступавшем в то время в независимой Первой лиге Республики Сербской, пробовал закрепиться в клубах из Сербии «Обилич» и «Црвена Звезда». В январе 2004 года присоединился к «Кёльну» , в составе которого провёл 11 игр в Бундеслиге. По результатам сезона 2003/04 «Кёльн» покинул Бундеслигу, Груич ещё некоторое время выступал за клуб во Второй Бундеслиге.
В начале 2005 года подписал контракт с владикавказской «Аланией», был игроком основного состава в сезоне 2005, сыграл в 26 матчах из 30, однако сезон сложился неудачно для «Алании», и клуб покинул премьер-лигу.
После «Алании» выступал за болгарский «Литекс», с которым стал бронзовым призёром чемпионата Болгарии в сезоне 2005/06. В начале 2007 года перёшёл в «Сараево», в составе которого стал чемпионом Боснии и Герцеговины.
В 2008—2009 годах выступал за норвежский «Мосс», из второго по силе дивизиона Норвегии, в 2010 году за боснийский «Лакташи». В 2010—2013 годах выступал за клубы Высшей лиги Кипра — «Пафос» и «Арис» (Лимасол).
В начале 2013 года вернулся в свой первый клуб «Борац» (Баня-Лука), с которым стал бронзовым призёром чемпионата Боснии и Герцеговины в сезоне 2012/13. Карьеру футболиста закончил летом 2016 года в клубе «Вождовац», выступающем в Суперлиге Сербии.

### В сборной Боснии и Герцеговины
В 2002—2006 годах был игроком сборной Боснии и Герцеговины, сыграл 23 матча без забитых голов. Первый матч сыграл 16 октября 2002 года против сборной Норвегии, последний матч — 11 октября 2006 года против сборной Греции. Карьера Владана Груича в сборной Боснии и Герцеговины примечательна тем, что он стал первым этническим сербом, сыгравшим в её составе.

## Достижения
- Чемпион Республики Сербской: 2000/01
- Серебряный призёр чемпионата Югославии: 2002/03
- Бронзовый призёр чемпионата Болгарии: 2005/06
- Чемпион Боснии и Герцеговины: 2006/07
- Бронзовый призёр чемпионата Боснии и Герцеговины: 2012/13